# Vitnäbbad islom
Vitnäbbad islom (Gavia adamsii) är den största fågelarten i familjen lommar. Den häckar cirkumpolärt i Arktis. Arten är fåtalig och minskar relativt kraftigt i antal och anses vara nära hotad globalt.

## Utseende och läte

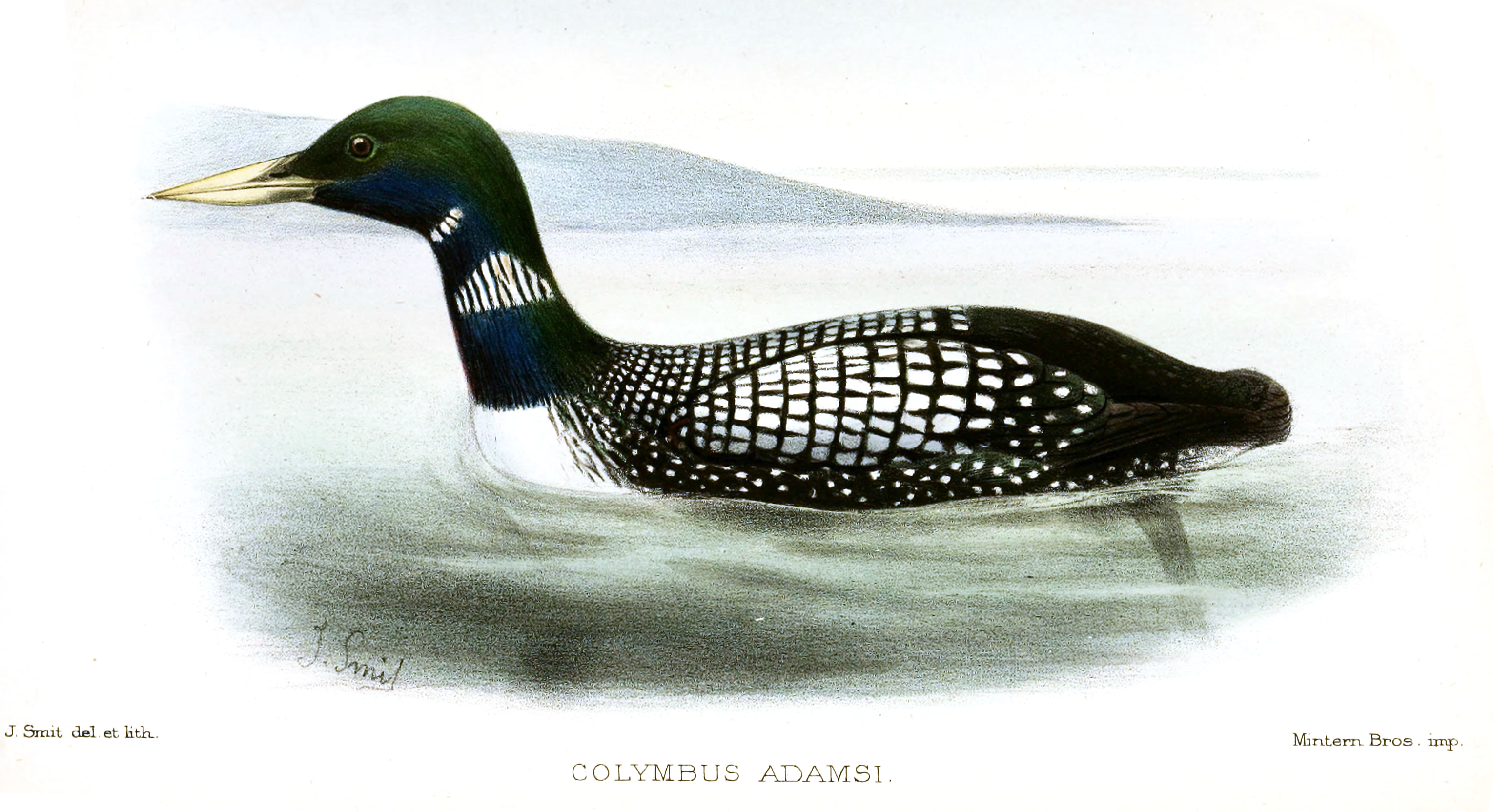
Teckning av John Gerrard Keulemans år 1894.

Vitnäbbad islom är 77–90 centimeter lång och har ett vingspann på 135–150 centimeter. Den är därmed endast något större än svartnäbbad islom. 
Häckande adulta fåglar har svart huvud, vit undersida och svart- och vitrutig rygg. Fjäderdräkten utanför häckningssäsongen är mer oansenlig, med vitt på hakan och halsen. Det som mest särskiljer den från svartnäbbad islom är den ljust gula näbben som hålls snett uppåtriktad. Den flyger med utsträckt hals. 
Revirlätet är ett spöklikt klagande ljud, djupare än lätet från svartnäbbad islom. Det låter som tu-u-i'-ti, tu-i'-ti, tu-i'-ti, liknande den svartnäbbade islommen. Ett skrattande varningsläte förekommer också, och ett lågt råmande läte, likaså vid fara.

## Utbredning
Arten häckar i Arktis i Ryssland, Alaska och Kanada och övervintrar till havs mestadels utanför Norges och västra Kanadas kuster. Fåtaligt ses den även i Danmark, Sverige och Baltikum, varifrån vissa flyttar över land, huvudsakligen på våren, mellan Finland och Vita havet. Ett fåtaligt vårsträck i nordvästra och nordöstra Skottland (Hebriderna och Aberdeenshire) kan tyda på att ett övervintringsområde även finns längre söderut i Atlanten eller Irländska sjön respektive Nordsjön.

## Ekologi
Liksom andra lommar är denna art specialiserad på att äta fisk som den fångar under vattnet. Den är parbildande, oftast för livet, och könen ser likadana ut. Parningen sker på land, men annars tillbringar fågeln sin tid på vattnet, även om spillningen avges på land. Paren försvarar reviret intensivt mot andra lommar. De båda äggen ruvas i cirka 24 dagar. Ungarna slåss om de inte matas tillräckligt, och ofta överlever bara en unge.
Mot slutet av häckningen samlas de vuxna i flockar som fiskar gemensamt. Ungarna är flygga runt 70 dagar.

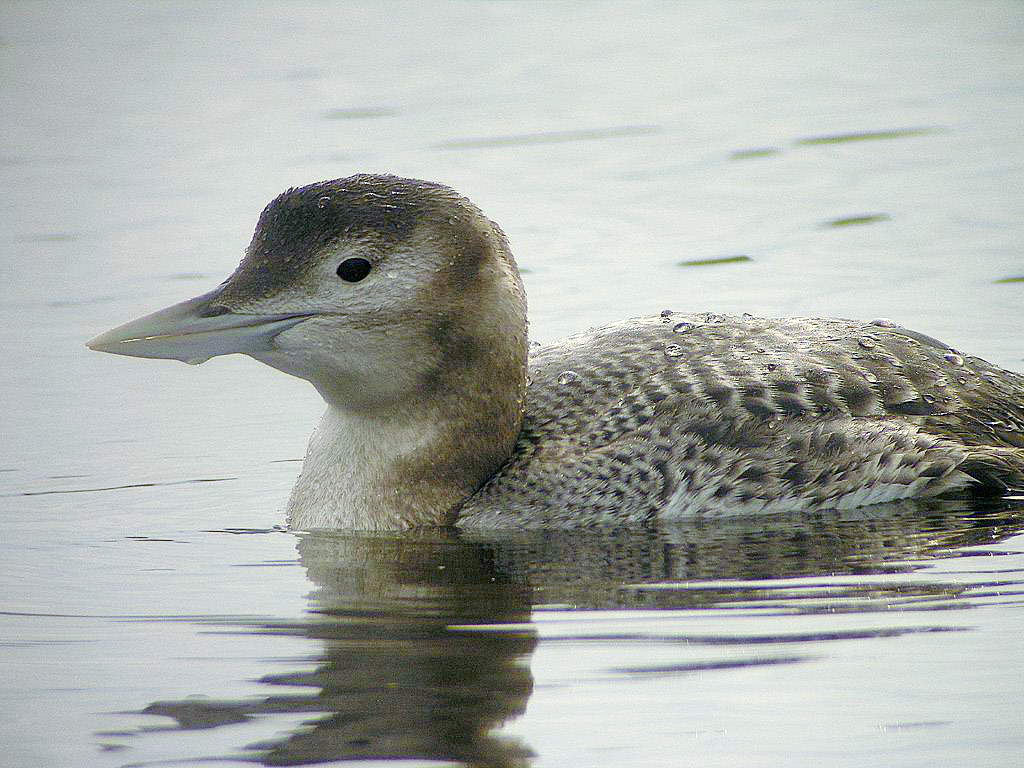
Juvenil.

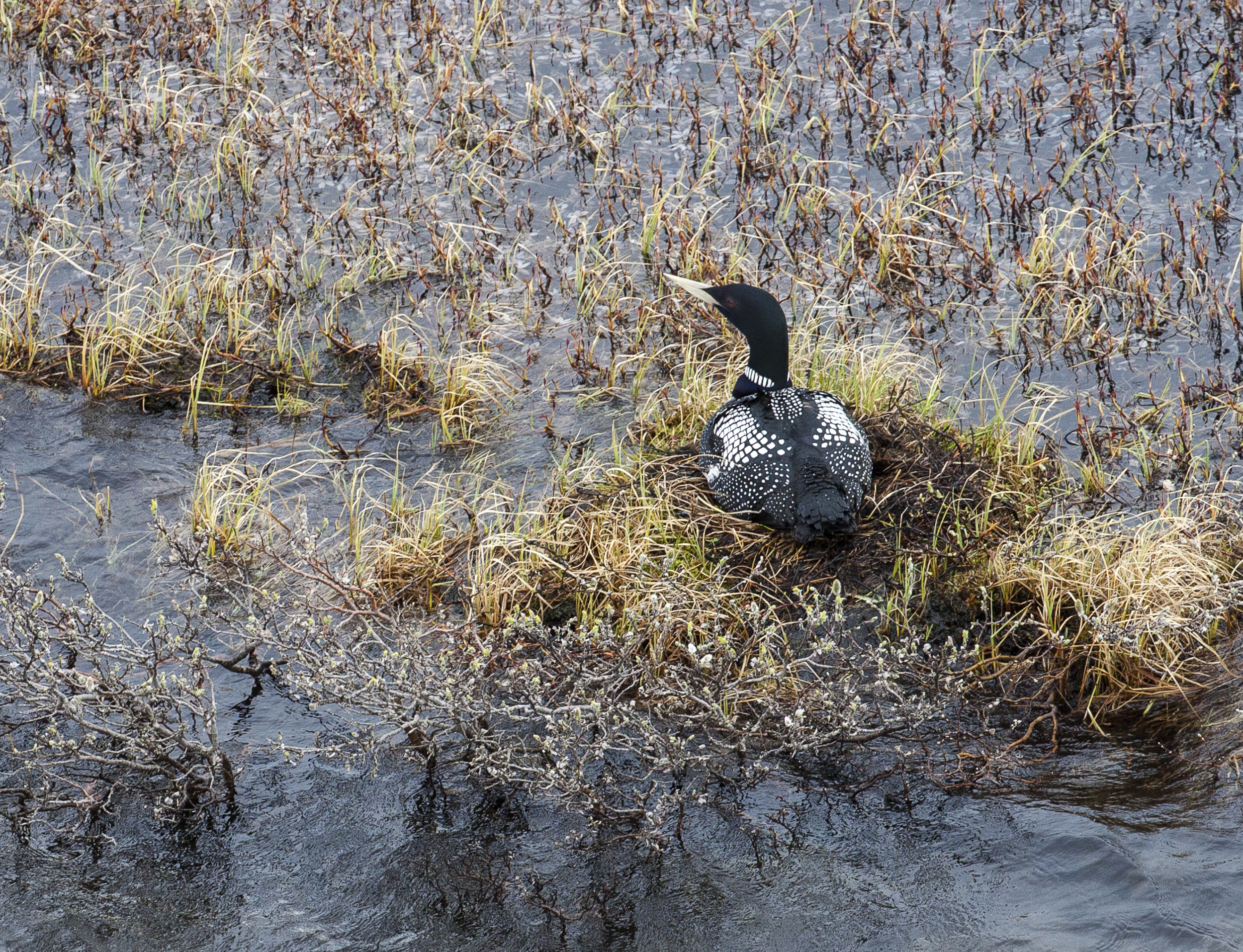
Vitnäbbad islom på ett bo i Alaska.

## Vitnäbbad islom och människan

### Status och hot
Arten har ett stort utbredningsområde, men är relativt fåtalig med en världspopulation på endast 16 000–32 000 och minskar dessutom relativt kraftigt i antal. Det gör att internationella naturvårdsunionen IUCN kategoriserar den som nära hotad (NT). Det största hoten mot arten utgörs av oljeindustrin, både framtida exploatering i dess häckningsområde och risken för att drabbas av oljeutsläpp.

### Namn
Det vetenskapliga namnet Gavia adamsii är efter marinkirurgen Edward Adams.